# Триглові
Триглові або морські півні (Triglidae) — родина морських риб ряду скорпеноподібні. Тіло веретеновидне, покрито лускою або пластинками. Довжина до 90 см ; 1—3 нижніх променя черевного плавника мають форму пальцевидних відростків і служать для повзання по дну, а також є органи дотику і смаку. В глибоководних двоносої риби малармат (Peristedion), все тіло покрите кістковими пластинками. Деякі види триглових можуть здійснювати короткі плануючі польоти. Поширені в морях субтропічних і помірних зон. На колишніх територіях СРСР — в Чорному, Балтійському, далекосхідних морях і зрідка в Баренцевому. Ікра пелагічна. Харчуються безхребетними і дрібною рибою. Мають промислове значення; м'ясо дуже смачне.